# Баракбаева, Минаш Манаповна
Минаш Манаповна Баракбаева (род. 1 апреля 1939) — казахский советский врач, депутат Верховного Совета СССР.

## Биография
Родилась в 1939 году. Казашка. Образование высшее — окончила Семипалатинский медицинский институт. Член КПСС с 1959 года.
Трудовую деятельность начала в 1963 году. Работала врачом-терапевтом, заведующей поликлиникой, заведующей главного врача больницы. С 1974 года — заведующая терапевтическим отделением Тарбагатайской районной больницы Восточно-Казахстанской области Казахской ССР.
Депутат Совета Национальностей Верховного Совета СССР 9 созыва (1974—1979) от Зайсанского избирательного округа № 137 Казахской ССР, член Комиссии по иностранным делам Совета Национальностей.

## Семья
Дочь Сауле Дауешевна Баракбаева, врач-инфекционист, заведующая инфекционным отделением Карасайской центральной районной больницы.